# Christofer Johnsson
Christofer Johnsson (ur. 10 sierpnia 1972 w Upplands Väsby) – szwedzki muzyk, kompozytor, wokalista i multiinstrumentalista, a także producent muzyczny. Christofer Johnsson znany jest przede wszystkim z wieloletnich występów w grupie muzycznej Therion, której był założycielem. W latach 2000–2006 współtworzył supergrupę Demonoid. Muzyk współpracował ponadto z takimi zespołami jak: Carbonized, Procreation, Liers in Wait, Crematory, Messiah oraz Excruciate. Założyciel wytwórni muzycznej Dark Age Music.

## Wybrana dyskografia
- Crematory - Mortal Torment (1989, gościnnie śpiew)
- Excruciate - Mutilation of the Past (1990, gościnnie śpiew)
- Epitaph - Seeming Salvation (1992, gościnnie śpiew)
- Liers in Wait - Spiritually Uncontrolled Art (EP) (1992, gościnnie śpiew)
- Extreme Unction - In Sadness (1993, gościnnie śpiew)
- Cemetary - Black Vanity (1994, gościnnie gitara)
- Demonoid - Riders of the Apocalypse (2004)
- Serpent Noir - Erotomysticism (2015, gościnnie organy)